# Hroby (přírodní památka)
Hroby jsou přírodní památka a evropsky významná lokalita v okrese Tábor. Nachází se v Křemešnické vrchovině, čtyři kilometry východně od Chýnova, v katastrálním území Kozmice u Chýnova. Rozloha lokality je 0,1 hektaru.
Předmětem ochrany je krajinný prvek, vzniklý činností člověka - stráň úvozové cesty s charakteristickými krátkostébelnými společenstvy. Hlavním předmětem ochrany je populace kriticky ohroženého hořečku mnohotvarého českého (Gentianella praecox subsp. bohemica). Tento český subendemit, vyskytující se mimo ČR jen příhraničních oblastech Rakouska, Bavorska a Polska, se v současnosti udržuje na 60 lokalitách, z nichž Hroby patří mezi pět početně nejbohatších.
Lokalita byla objevena teprve v roce 1988, kdy zde kvetlo asi 2000 jedinců hořečku. Poté došlo k masivnímu úbytku, takže v letech 1991–1994 bylo registrováno jen 15–40 rostlin. Tento trend se ale po roce 1995 podařilo zvrátit a populace průběžně sílí. V roce 2003 bylo v prostoru přírodní památky napočítáno na 3000 kvetoucích jedinců, ačkoliv jejich počet se může každoročně výrazně měnit, zejména v závislosti na množství srážek. Stabilita populace je podporována pravidelným kosením a udržováním porostu, přičemž otava je s ohledem na výskyt vzácného hořečku posunuta až do doby po vysemenění rostlin.

## Přírodní poměry

### Flóra
Na lokalitě bylo zachyceno asi 130 druhů cévnatých rostlin. Kromě hořečku roste na lokalitě i silně ohrožená kapradina vratička měsíční (Botrychium lunaria).
Krátkostébelným porostům dominuje kostřava ovčí (Festuca ovina). Doplňují ji smilka tuhá (Nardus stricta) a trojzubec poléhavý (Danthonia decumbens). Běžná je také třeslice prostřední (Briza media), z bylin pak violka psí (Viola canina), vítod obecný (Polygala vulgaris), mateřídouška vejčitá (Thymus pulegioides), hvozdík kropenatý (Dianthus deltoides), zvonek okrouhlolistý (Campanula rotundifolia), mochna jarní (Potentilla neumanniana), mochna nátržník (Potentilla erecta), máchelka srstnatá (Leontodon hispidus) nebo pryšec chvojka (Euphorbia cyparissias). Vyskytuje se zde i jestřábník chlupáček (Hieracium pilosella), pupava bezlodyžná (Carlina acaulis), rožec rolní (Cerastium arvense), rožec obecný (Cerastium holosteoides), bedrník obecný (Pimpinella saxifraga), svízel syřišťový (Galium verum) i svízel nízký (Galium pumilum) a jitrocel kopinatý (Plantago lanceolata). Na řadě rostlin tu cizopasí kokotice povázka (Cuscuta epithymum).
V prostoru přírodní památky se ale objevují i vyšší porosty, tvořené z velké části ovsíkem vyvýšeným (Arrhenatherum elatius) a ovsířem pýřitým (Helictotrichon pubescens), doplněné dalšími travinami (lipnice luční (Poa pratensis), tomka vonná (Anthoxanthum odoratum), psineček obecný (Agrostis capillaris), trojštět žlutavý (Trisetum flavescens)], kostřava červená (Festuca rubra), psárka luční (Alopecurus pratensis), bojínek luční (Phleum pratense), medyněk vlnatý (Holcus lanatus)), jeteli, hrachory, pryskyřníky a jinými lučními druhy (škarda dvouletá (Crepis biennis), chrpa luční (Centaurea jacea), kopretina bílá (Leucanthemum vulgare), řebříček obecný (Achillea millefolium), zvonek rozkladitý (Campanula patula), lomikámen zrnatý (Saxifraga granulata), rožec obecný (Cerastium holosteoides), mrkev obecná (Daucus carota), bedrník větší (Pimpinella major), kerblík lesní (Anthriscus sylvestris), kmín kořenný (Carum carvi), světlík lékařský (Euphrasia officinalis), světlík tuhý (Euphrasia stricta), zdravínek jarní (Odontites vernus).